# ثييتريثم دراغون كويست
ثييتريثم دراغون كويست (シアトリズムドラゴンクエスト شياتوريزومو دوراغون كويستو) هي لعبة رقصات طورتها إنديسزيرو ونشرتها سكوير إنكس لمنصة نينتندو 3دي إس. أُصدرت في 26 مارس 2015، وهي أول لعبة إيقاعية من سلسلة مسعى التنين. هي اللعبة الثالثة بعد ثييتريثم فاينل فانتازي و‌ثييتريثم فاينل فانتازي: دعوة الستار.

## وصلات خارجية
- الموقع الرسمي
 (باليابانية)